# Theodor Hoffmann
 (novembre 2018).
Si vous disposez d'ouvrages ou d'articles de référence ou si vous connaissez des sites web de qualité traitant du thème abordé ici, merci de compléter l'article en donnant les références utiles à sa vérifiabilité et en les liant à la section « Notes et références ».
Pour les articles homonymes, voir Hoffmann.
Theodor Hoffmann, né le 27 février 1935 à Gustävel (Mecklembourg, Allemagne) et mort le 1er novembre 2018 à Berlin (Allemagne), est un amiral et homme politique est-allemand puis allemand.
De 1987 à 1989, il dirige la Volksmarine. De 1989 à 1990, il est brièvement ministre de la Défense nationale au sein du gouvernement de la RDA.

## Biographie
Theodor Hoffmann travaille de 1949 à 1951 dans l'agriculture. De 1951 à 1952, il est un pionnier de la Jeunesse allemande libre (FDJ) du district de Wismar.
En 1952, il devient marin de la police de la mer (Seepolizei) qui devient plus tard la marine populaire est-allemande (Volksmarine). Il fréquente l'école des officiers de la police du peuple à Stralsund et rejoint le Parti socialiste unifié d'Allemagne (SED) en 1956. Jusqu'en 1959, il commande un bateau lance-torpilles rapide. De 1960 à 1963, il obtient un diplôme en sciences militaires à l'académie de guerre navale soviétique de Léningrad. Par la suite, il occupe divers postes de direction dans la 6e flotte de la marine populaire. De 1971 à 1974, il est chef de la 6e flotte avec le grade de capitaine de frégate. Il est ensuite chef d'état-major adjoint du travail opérationnel du commandement de la marine populaire. En 1985, il est nommé chef adjoint de la marine populaire et chef d'état-major. En 1987, il est nommé chef de la marine populaire (également vice-ministre de la Défense nationale) au rang de vice-amiral (deux étoiles).
Promu amiral (trois étoiles), il remplace Heinz Keßler au poste de ministre de la Défense nationale et de chef de l'Armée populaire nationale du 18 novembre 1989 au 23 avril 1990. Après la nomination au poste de ministre de la Défense nationale de Theodor Hoffmann, le général d'armée Heinz Keßler, ministre sortant de la Défense, annonce qu'il devait être promu Generaloberst (colonel général) dans l'armée. Theodor Hoffmann refuse de changer de service et obtient l’agrément d’Egon Krenz, successeur d’Erich Honecker, de rester un amiral de la marine populaire. Après les élections libres de 1990, Rainer Eppelmann, ministre de la CDU, lui succède au ministère, devenu ministère du désarmement et de la défense. Il demeure toutefois commandant de l'armée populaire nationale au sens purement militaire jusqu'à sa dissolution et son intégration à la Bundeswehr.
En 1993, Theodor Hoffmann publie ses souvenirs des derniers jours de l'Armée populaire nationale, Das letzte Kommando; Ein Minister erinnert sich. En 1995, il publie son autobiographie Kommando Ostsee; Vom Matrosen zum Admiral. Il a reçu de nombreux ordres et médailles d’Allemagne de l’Est, notamment l’ordre du mérite patriotique (RDA) en bronze et l’ordre de Scharnhorst.
Theodor Hoffmann décède le 1er novembre 2018 à l'âge de 83 ans.

### Famille
Theodor Hoffmann épouse Helga Qualo en octobre 1957. Ils ont deux fils, Norbert, né en 1958 et René, né en 1965.

## Distinctions
- 1984 : Ordre du Mérite patriotique (RDA) de bronze
- 1985 : Prix Friedrich Engel 2e classe
- 1987 : Ordre de Scharnhorst

## Publications
- (de) Das letzte Kommando - Ein Minister erinnert sich, E. S. Mittler & Sohn, Herford 1994
- (de) Kommando Ostsee - Vom Matrosen zum Admiral, E. S. Mittler & Sohn, Hambourg 1995